# Villa Favorita (Ancona)

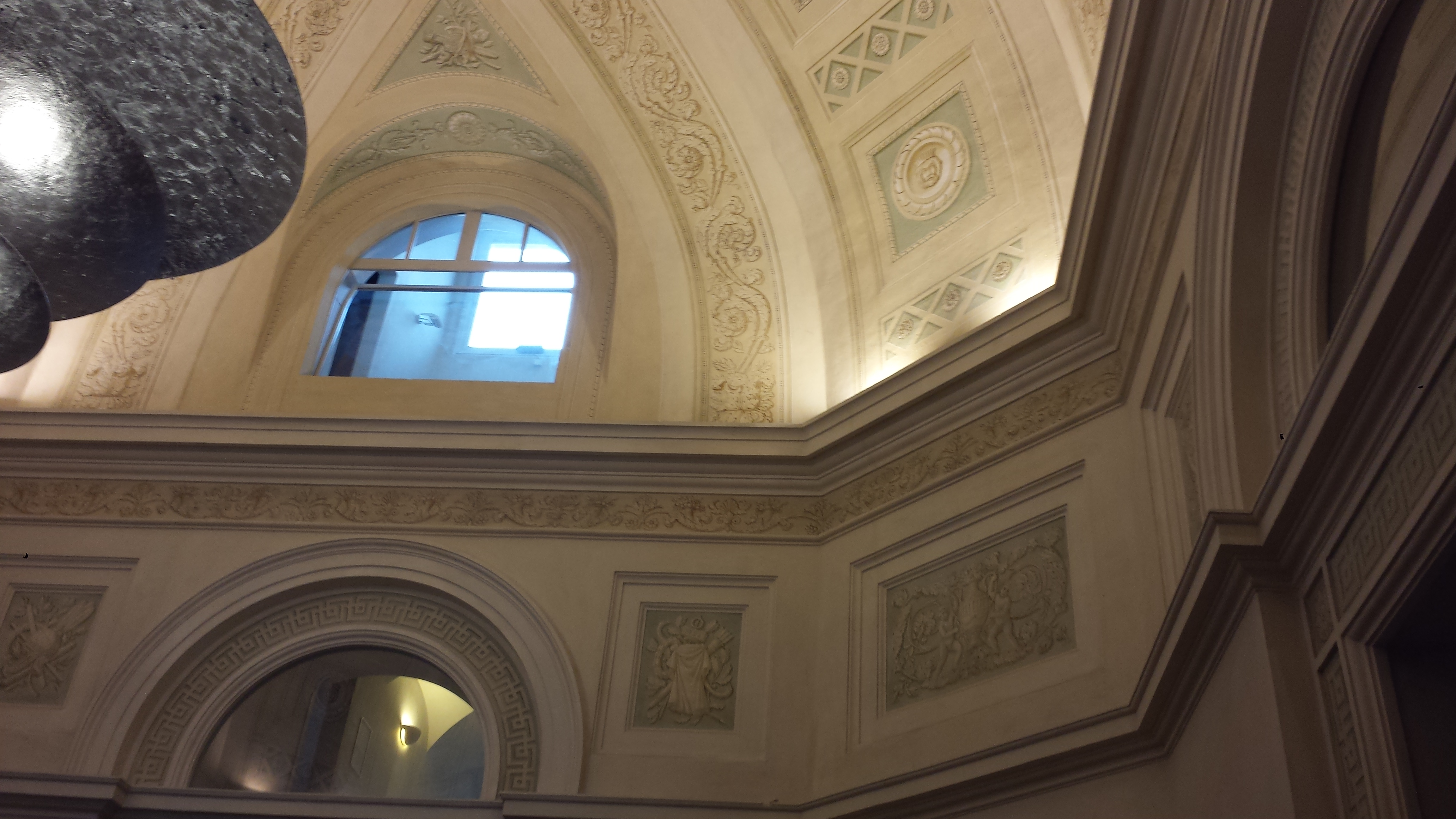
Particolare del soffitto del salone d'onore

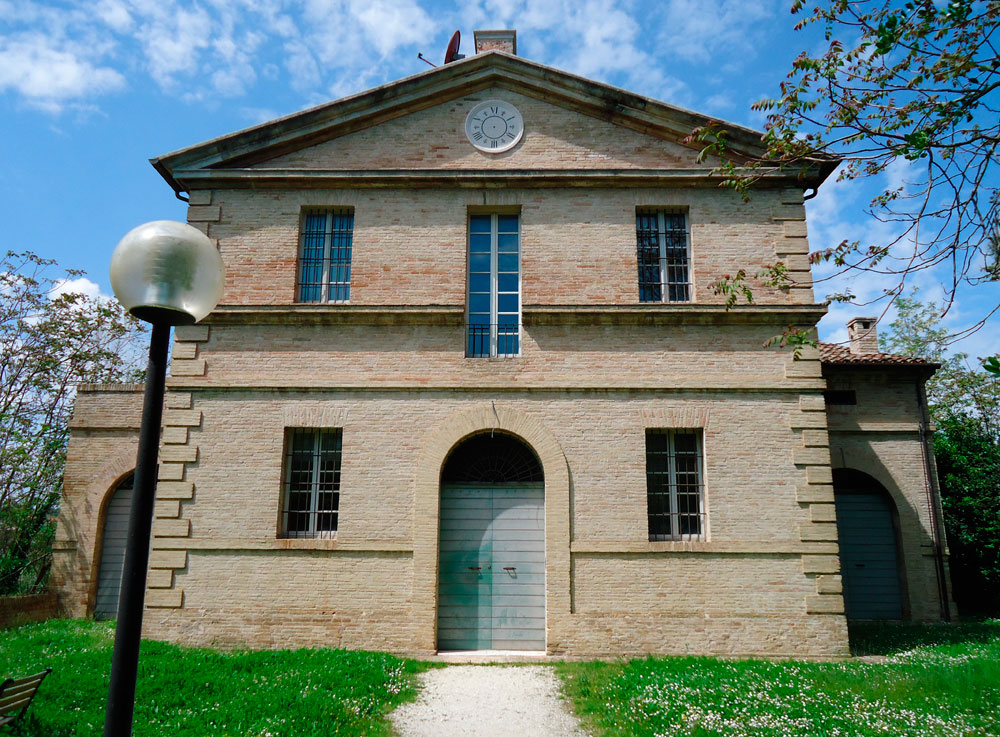
Esterno della stalla con orologio a sei ore.

Villa Favorita si trova ad Ancona, nella zona della Baraccola vicino alla frazione di Candia. Raramente, è chiamata anche Villa dalle cento finestre.

## Storia e descrizione
La villa si trova sulla sommità di una collina, con attorno un parco di circa 16000 m². Fu costruita come casa di villeggiatura a partire dalla fine del Settecento e completato nel corso dei primi dieci anni del XIX secolo dal conte Luigi Ricotti, un commerciante della città che si è arricchito con i suoi traffici ed è entrato nella nobiltà.
L'edificio è a pianta centrale, ispirata a modelli palladiani e tardo rinascimentali della villa italiana; l'impianto strutturale ha una simmetria complessa su base ottagonale. L'apparato decorativo murale è diffuso e ispirato a modelli neoclassici; i pavimenti sono realizzati in seminato alla veneziana con disegni geometrici e decori.
L'interno si sviluppa su quattro piani. Al piano terra si trova la cucina, il teatro e la cappella. Vi è anche la possibilità di attraversare l'edificio con la carrozza per fare in modo che i nobili potessero entrare senza sporcarsi o bagnarsi in caso di pioggia.
Al centro del piano nobile, si apre un ampio salone, il cui soffitto è formato da una cupola; un sistema di ampi finestroni permette di dare luce alla sala.
Al piano superiore vi erano le camere per i signori, mentre ancora sopra per la servitù.
La villa fa parte di un complesso di edifici che comprende anche: la scuderia, la limonaia (per dar riparo alle piante nella stagione fredda), il giardino d'inverno, e da un annesso colonico.
Il 29 settembre 1860, alle ore 14, nella villa dove aveva sede il comando italiano, viene firmata la pace fra i generali Fanti e Lamoricière dopo la battaglia di Castelfidardo. Ancona viene quindi annessa al Regno d'Italia.
Dal 18 maggio 1998 è sede dell'Istituto superiore di studi economici Adriano Olivetti (ISTAO), fondato da Giorgio Fuà, che ne ha sostenuto il restauro iniziato nel 1989 e completato nove anni dopo.

## Nella cultura di massa
- Vi venne girata nel suo interno (allora in rovina) una sequenza del film di Valerio Zurlini La prima notte di quiete (1972)
- Vi vennero girate nei suoi esterni alcune sequenze del film di Saverio Smeriglio La Polinesia è sotto casa (2010)
- Villa Favorita è al centro della vicenda raccontata dal giovane scrittore esordiente Riccardo Carmenati nel romanzo intitolato appunto L'occhio della Favorita (0111 Edizioni, 2011)
- La cronaca narra che il 22 ottobre 1897, mentre si recavano in carrozza verso il rione del Pinocchio, il Conte Luigi Raimondo Ricotti e il suo cocchiere Fernando Bonafede, furono colti da un nubifragio che aveva già causato allagamenti in tutta la zona del Piano S. Lazzaro. "Avanti si vada!" era il celebre motto che spesso pronunciava il Conte Ricotti e, anche in questa situazione drammatica, non mancò di ripeterlo, malgrado il cocchiere avesse rallentato e cercasse di convincerlo in tutti i modi a cercare riparo. La carrozza era giunta nei pressi di Piazza d'Armi, allora detta "Campo di Marte". "Avanti si vada!" ripeté il nobile e fu così che, in una zona limitrofa all'ex Ospedale Psichiatrico Provinciale, la carrozza fu travolta dall'acqua e finì in un collettore; il conte e il cavallo morirono annegati, mentre il cocchiere si salvò aggrappandosi alle pareti del canale. Il fatto è diventato proverbiale in città e spesso ancora si cita il motto del conte Ricotti[1]